# Grallaria griseonucha
A Grallaria griseonucha a madarak osztályának verébalakúak (Passeriformes) rendjébe és a hangyászpittafélék (Grallariidae) családjába tartozó faj.

## Rendszerezése
A fajt Philip Lutley Sclater és Osbert Salvin írták le 1871-ben.

## Alfajai
- Grallaria griseonucha griseonucha P. L. Sclater & Salvin, 1871
- Grallaria griseonucha tachirae Zimmer & Phelps, 1945[2]

## Előfordulása
Venezuela északnyugati részén honos. Természetes élőhelyei a szubtrópusi és trópusi hegyi esőerdők, valamint másodlagos erdők erdők.

## Megjelenése
Testhossza 16 centiméter.

## Természetvédelmi helyzete
Elterjedési területe kicsi, egyedszáma viszont stabil. A Természetvédelmi Világszövetség Vörös listáján nem fenyegetett fajként szerepel.